# Uncharted 3: Drake’s Deception
Uncharted 3: Drake’s Deception, в России была издана под названием «Uncharted 3: Иллюзии Дрейка» — компьютерная игра в жанре приключенческого боевика с видом от третьего лица, разработанная американской компанией Naughty Dog. Выход состоялся 1 ноября 2011 года исключительно для консоли PlayStation 3, издателем игры является Sony Computer Entertainment. Игра является продолжением игр Uncharted: Drake's Fortune и Uncharted 2: Among Thieves. 7 октября 2015 года вышла переизданная версия игры для консоли PlayStation 4. Uncharted 3: Drake’s Deception входит в состав Uncharted: The Nathan Drake Collection, который также включает первые две части.

## Игровой процесс

### Многопользовательский режим
C 27 февраля 2013 года многопользовательский режим игры стал бесплатно доступен всем владельцам PS3 — достаточно было скачать специальную версию игры через PS Store.
Многопользовательским режимам «Uncharted 3: Drake’s Deception» присущ кинематографический накал страстей, отличающий сюжетную кампанию. Игроков ждут приключения в живописных интерактивных декорациях, знакомых по одиночной игре, и интересные сценарии, делающие состязания с другими игроками более напряженными и увлекательными. Новая подборка уникальных режимов для игры друг против друга включает «Схватку для трех команд» — борьбу шести игроков, разделенных на команды по двое, — а также режим «Каждый сам за себя», где сталкиваются уже восемь участников. Вернется и режим «Схватка» для двух команд по пять человек. Улучшенная система экипировки позволит вам выработать свой стиль игры. Четыре ячейки для основного и дополнительного оружия, одна ячейка для платного и две для обычных модификаторов, а также разновидности оружия — все вместе это дает тысячи различных комбинаций. Игроки также могут изменять своих персонажей и выбирать эмблему для игры по сети. Система распределения игроков по командам обеспечивает равное соотношение сил в схватках по сети. В «Игре в большинстве» денежное вознаграждение получает не только команда-победитель, но и проигравшая сторона. В игре появляется новый игровой режим- «Внезапная смерть». Система партнерства позволяет игрокам пользоваться особыми модификаторами и дает возможность совместными усилиями зарабатывать дополнительные денежные призы. Во всех игровых режимах можно искать сокровища. Если собрать полный комплект сокровищ, вы получите уникальный игровой предмет. За успехи в сетевой игре предусмотрена система наград, которые дают преимущество в игре. За одной консолью в режиме разделения экрана могут поиграть два игрока, использующие две разные учётные записи PlayStation Network. Редактор видео позволяет смонтировать собственный ролик и опубликовать его на YouTube и в Facebook, не выходя из игры. В службе UNCHARTED TV будут транслироваться самые зрелищные видеоролики из числа опубликованных пользователями на YouTube. Многопользовательские сражения будут доступны и в 3D-стереорежиме. Также в «Uncharted 3: Drake’s Deception» будет представлено несколько вариантов совместного прохождения игры.

## Сюжет
Спустя два года после событий предыдущей игры Нейтан Дрейк и Виктор «Салли» Салливан посещают паб в Лондоне для встречи с человеком по имени Толбот, который заинтересован в приобретении кольца Нейта, принадлежавшего его предку Сэру Фрэнсису Дрейку. Нейт и Салли обвиняют Толбота в передаче им фальшивых банкнот, и завязывается драка. Снаружи паба Нейт и Салли оказываются обезврежены Чарли Каттером, сообщником Толбота. Появляется Кэтрин Марлоу, клиент Толбота, и крадет кольцо Дрейка. Далее Каттер стреляет в Салли и Нейта.
Флэшбек на 20 лет назад показывает 15-летнего Нейтана Дрейка, исследующего музей в Картахене в поисках кольца Сэра Фрэнсина Дрейка. Нейт замечает молодого Салли, на тот момент ему незнакомого, который работает на Марлоу и планирует кражу кольца. Нейтана ловят Марлоу и её приспешники.
После возвращения повествования в настоящее время, оказывается, что встреча была ловушкой, тщательно продуманной Нейтом и Салли вместе с Каттером, являющимся их союзником, чтобы отследить Марлоу. С помощью Хлои Фрейзер, они отслеживают машину Марлоу до подземной библиотеки, где им удается найти дневник Томаса Эдварда Лоуренса и карту, показывающую секретное путешествие Фрэнсиса Дрэйка на Аравийский полуостров, где он получает поручение от Елизаветы I и Джона Ди найти потерянный город Убар. Используя найденные предметы, Нейт догадывается, что подсказки о местоположении города находятся в склепах крестоносцев во французском замке и сирийской цитадели. Нейт и Салли направляются в восточную Францию и обнаруживают давно заброшенный замок в дремучем лесу. Они находят половину амулета в склепе, но Толбот застигает их врасплох и забирает амулет. Внезапно появляются плотоядные пауки и убивают одного из людей Толбота, однако Нейту и Салли удается сбежать. Толбот и его люди поджигают замок. Нейт и Салли сбегают и стремительно направляются в Сирию.
В Сирии, Нейт и Салли встречаются с Хлои и Каттером, которые узнали, что Марлоу является главой того же самого ордена, к которому принадлежал Фрэнсис Дрэйк, и который ищет способ обрести власть, используя страхи своих врагов. Группа находит второй склеп и другую половину амулета (снова сталкиваясь с пауками), открывающую местоположение следующей подсказки в Йемене.
В Йемене Нейт неохотно просит помощи у своей жены Елены Фишер (с которой проживает раздельно), которая, несмотря на многочисленные попытки уговорить их оставить свои поиски, помогает найти подземную гробницу, где они (ещё раз сталкиваясь с пауками) устанавливают местоположение потерянного города в огромной пустыне Руб-эль-Хали. После возвращения на поверхность в Нейта стреляют дротиком с галлюциногеном, и он, отделившись от группы, блуждает по городу. Он просыпается на террасе кафе за столиком с Марлоу и Толботом, где Марлоу показывает собранные документы, касающиеся детства Нейтана. Она угрожает Нейту, чтобы узнать положение Убара. Когда Толбот получает новости о нахождении Салли, Нейт сбегает и гонится за Толботом через весь город, но оказывается схвачен Рамзесом, пиратом, работающим на Марлоу. Нейтан сбегает из плена и ищет Салли на круизном судне, захваченном пиратами. Однако Нейт выясняет, что Рамзес солгал о том, что схватил Салли, после чего взрывает гранату, и судно начинает тонуть. Прежде чем Нейтану удается сбежать, Рамзес стреляет в стеклянный потолок судна, и толща воды окончательно топит опрокинувшееся судно, убивая пирата. И снова, обманув смерть, Нейту удается спастись.
Нейта выбрасывает обратно на берег Йемена. Он воссоединяется с Еленой, которая рассказывает, что Салли и вправду был похищен людьми Марлоу, взят под конвой и принуждён показывать дорогу в Убар. Они решают осуществить попытку спасения путём проникновения на грузовой самолёт советского производства Ан-22 «Анте́й», который люди Марлоу планируют использовать для снабжения припасами конвоя, направляющегося в Убар. Нейт успешно проникает на самолёт, однако его замечают, и завязывается перестрелка. Мощный взрыв приводит к обширной декомпрессии, которая разрывает самолёт на части. Находясь в свободном падении, Нейтану удается схватиться за поддон груза, раскрыть его парашют и спокойно приземлиться. После безнадёжных скитаний по пустыне без воды Нейт сталкивается с людьми Марлоу, после чего его спасает отряд конных наездников, возглавляемый бедуином по имени Салим. В лагере Салим рассказывает Нейту, что город Убар был проклят тысячи лет назад царём Соломоном, когда тот заключил злых Джиннов внутри латунного сосуда и оставил в сердце города. Салим соглашается помочь Нейту и приводит его к конвою, который они уничтожают в процессе спасения Салли. Они попадают в песчаную бурю, и Нейт с Салли теряют Салима среди пыли, когда подъезжают к воротам Убара.
При входе в Убар Нейтан и Салли натыкаются на фонтан, и Дрейк пьёт из него. Внезапно появляется Толбот с Марлоу и стреляет в Салли, убивая его. Преодолев ярость, Нейтан бросается в погоню и сталкивается с людьми Марлоу, которые, кажется, одержимы Джиннами. Нейт испытывает яркие галлюцинации о своём прошлом и Салли, в итоге приходит в себя и находит живым своего наставника. Становится очевидным, что произошло с людьми Убара тысячи лет назад: когда царь Соломон захоронил латунный сосуд в глубине колодца под городом, он отравил воду мощным галлюциногеном, который заставил Нейта думать, что Салли был убит. Нейтан осознаёт, что сосуд и есть та вещь, которую королева Елизавета послала найти Фрэнсиса Дрэйка, но, осознав последствия своих поисков, тот отменил свою миссию. Нейт и Салли обыскивают город и находят Марлоу, которая использует лебёдку, чтобы поднять латунный сосуд из глубин. Толбот чуть не убивает Салли, но Нейт уничтожает лебёдку и случайно подрывает центральную колонну города, и он начинает разрушаться. Марлоу и Толбот загоняют в угол Нейта и Салли, но пол проламывается, бросая Марлоу в карстовую воронку. Несмотря на попытку Нейта спасти её, Марлоу утопает, забирая с собой кольцо Дрейка. Разрушающийся Убар становится ареной рукопашной схватки Дрейка с Толботом. В финале противоборства Нейт, спасая Салли, стреляет в Толбота, и его затягивают зыбучие пески. Салим приходит на помощь Салли и Нейту, а пески пустыни поглощают город.
Нейт и Салли возвращаются в аэропорт Сана, где Салли отдаёт Нейту обручальное кольцо, которое он тайно сохранил, когда Нейт и Елена разошлись. Елена присоединяется к ним и сочувствует Нейту по поводу утери кольца Дрейка. На что Нейт показывает на надетое обручальное кольцо со словами, что «заменил его на кое-что получше». Двое обнимаются с обещанием более не расставаться. Все трое улетают домой на новом гидроплане Салли (похожим на самолёт из первой части) предварительно поинтересовавшись наличием в нём парашютов.

## Разработка и поддержка игры

### Хронология разработки игры
9 декабря 2010 года издание Entertainment Weekly сообщило о том, что готовится третья игра серии Uncharted под названием Uncharted 3: Drake’s Deception.
Позже в тот же день в официальном блоге Playstation 3 информация была официально подтверждена представителем студии Naughty Dog, а также выложена обложка игры. Менеджер студии по связям с общественностью Арне Мейер также сообщил:
- действие игры будет происходить в пустыне и в других живописных локациях по всему миру;
- в игре присутствует мультиплеер;
- игра поддерживает 3D.

10 декабря 2010 года было объявлено, что первая публичная демонстрация геймплея игры Uncharted 3: Drake’s Deception будет проведена 13 декабря 2010 года в телевизионном шоу Late Night with Jimmy Fallon.
11 декабря 2010 года организатор церемоний вручения премий Spike Video Game Awards Джефф Кили сообщил, что видеоролик, представляющий игру на церемонии, не будет содержать компьютерную графику, а весь видеоряд будет взят из игрового процесса — так же, как и в презентации Uncharted 2: Among Thieves двумя годами ранее.
12 декабря 2010 года была объявлена дата выхода игры — 1 ноября 2011 года.
14 декабря 2010 года в сеть была выложена запись демонстрации геймплея игры Uncharted 3: Drake’s Deception, проведённой накануне в телевизионном шоу Late Night with Jimmy Fallon.
9 марта 2011 года был представлен главный злодей игры Uncharted 3: Drake’s Deception — Кэтрин Марлоу (англ. Katherine Marlowe), — персонаж визуально похожий на актрису Хелен Миррен.
11 апреля 2011 года в журнале PlayStation: The Official Magazine была опубликована дополнительная информация об игре от студии Naughty Dog:
- пустыня, в которой происходят события, показанные ранее в роликах, — это Руб-эль-Хали (Саудовская Аравия);
- пустыня в игре ведёт себя так же, как и в реальной жизни: песчаные бури, миражи и так далее;
- среди локаций, в которых будет происходить действие, перечислены Лондон и дворец в джунглях;
- Кэтрин Марлоу, злодей игры, является членом секретного сообщества, образованного в Елизаветинский период;
- история игры построена вокруг Лоуренса Аравийского с его навязчивой идеей найти Ирам многоколонный;
- в некоторых частях игры можно будет водить мотоцикл;
- Нэйтан Дрэйк получит возможность использовать в качестве оружия подобранные предметы, например, бутылки, а также существенной доработке подверглась система скрытного боя.

16 апреля 2011 года на презентации программы Сони на выставке E3 в Калифорнии представители студии Naughty Dog раскрыли подробности многопользовательской составляющей игры Uncharted 3: Drake’s Deception:
- в игре можно будет ускоряться, то есть передвигаться с повышенной скоростью;
- вводится система медалей, которые можно потратить на дополнительные предметы для одноразового использования в следующих играх, например, была показана граната распадающаяся на три;
- представлена система дополнительных умений чем-то похожая на систему перков в играх серии Call of Duty.

18 апреля 2011 года были опубликованы новые данные об игре:
- подписчики PSN Plus и купившие игру inFamous 2, получат доступ к многопользовательской бета-версии игры 28 июня 2011 года, остальные же — 5 июля 2011 года;
- в игре реализована интеграция с такими сервисами как Twitter, YouTube и Facebook, которая позволит общаться с теми друзьями, которые не являются подписчиками PSN;
- интеграция игры с Youtube носит название Uncharted TV и позволит прямо из игры загружать видео на сервера сервиса. Голосованием будет выбираться «Видео недели»;
  - локально можно хранить до 90 секунд записи самой последней игры. Также доступны инструменты для редактирования видео и игроки даже смогут накладывать поверх видео свой голос. Для просмотра видео не нужно выходить из игры, просмотр можно осуществить прямо из неё;
- в меню игры будет доступна новостная лента друзей из Facebook: играют ли они сейчас в Uncharted 3: Drake’s Deception, залили ли новое видео из игры;
- представители студии Naughty Dog заявили, что хотят сделать интеграцию с сервисом Facebook такой, чтобы общение было не хуже чем общение через стандартные инструменты PSN. С друзьями можно разговаривать, посылать приглашения, видеть их настоящие имена, а не ники;
- в многопользовательской игре можно создавать отряды из друзей, что позволяет заработать больше очков. Играя в команде можно использовать дополнительные возможности, перки, позволяющие заработать больше денег и очков опыта. Например, если игрока убили, то он может возродиться на карте на том месте, на котором сейчас находится живой игрок из его команды;
- в игре доступна возможность сетевой игры в режиме Split screen;
- в игру добавлено два дополнительных многопользовательских режима: команда против команды (3 на 3 человека), каждый сам за себя (8 человек максимум).

5 мая 2011 года руководитель студии Naughty Dog Эми Хенниг (англ. Amy Hennig) рассказала, что студия уделяет огромное внимание развитию истории в игре и самой истории — история должна быть интересной, она важный компонент игры, который нельзя оставлять на втором плане.
9 июля 2011 года стало известно, что изменены даты выхода игры в Англии. Игра появится раньше запланированных ранее дат. Вместо 4 ноября 2011 года игра станет доступна для покупки 2 ноября 2011 года.

### Тестирование
Информация о планируемом публичном бета-тестировании игры Uncharted 3: Drake’s Deception появилась во второй половине апреля 2011 года. Доступ к бета-версии разделён на два этапа: с 28 июня 2011 года первыми доступ получают подписчики PSN Plus и игроки, оформившие предзаказ на игру inFamous 2, второй волной доступ получат все остальные пользователи PSN — с 5 июля 2011 года. Оба запуска состоялись в обозначенные изначально сроки: 28 июня 2011 года и 5 июля 2011 года, в общий доступ была выложена обновлённая версия игры, в которой исправлены некоторые ошибки, обнаруженные ранее, и изменены списки доступных карт для различных многопользовательских режимов. Бета-тестирование продлилось до 13 июля 2011 года.
С момента публичного запуска тестирования игру скачало более 1 млн пользователей. В последние дни тестирования студия выпустила патч, исправляющий некоторые ошибки игры, и добавляющий новые режимы.
Бета-тестирование закончилось 16 июля 2011 года с 1,53 млн пользователей, принявших участие в процессе.
Полное прохождение игры от начала и до конца на самом лёгком уровне сложности заняло у тестера студии Naughty Dog, знакомого со всеми головоломками игры, 3 часа и 8 минут.

### Продвижение на рынке
В рекламной кампании игры на территории Японии принял участие Харрисон Форд.
Перед выходом игры в продажу было объявлено, что моделька главного героя серии игр Uncharted Натана Дрейка станет доступна для игры LittleBigPlanet 2.
В октябре 2011 года разработчики игры из Naughty Dog посетили российскую игровую выставку Игромир.

## Продажи
В первый день продаж игра продалась тиражом 3,8 миллионов копий, что является прекрасным результатом для эксклюзива. Вот что сказал[когда?][кому?] по этому поводу генеральный менеджер PlayStation в России и странах СНГ Сергей Клишо: «Uncharted 3 — настоящий блокбастер, и цифры продаж это отражают. Пользователи рвутся играть в новую часть, рецензенты — ставят высшие баллы. Что тут можно сказать? Такой талантливый разработчик, как студия Naughty Dog, заслужил этот потрясающий успех! Сага Uncharted заставляет по-новому взглянуть на игры — это, бесспорно, одна из самых успешных игровых серий в мире».

## Реакция
| Сводный рейтинг       | Сводный рейтинг                                                                    |
| Агрегатор             | Оценка                                                                             |
| --------------------- | ---------------------------------------------------------------------------------- |
| GameRankings          | 91,78 %                                                                            |
| Metacritic            | 92/100 (97 рецензий)                                                               |
| Иноязычные издания    |                                                                                    |
| Издание               | Оценка                                                                             |
| 1UP.com               | A*                                                                                 |
| CVG                   | 9,5/10                                                                             |
| Destructoid           | 10/10                                                                              |
| Edge                  | 9/10                                                                               |
| EGM                   | 9/10                                                                               |
| Eurogamer             | 8/10                                                                               |
| Famitsu               | 35/40                                                                              |
| Game Informer         | 9,5/10                                                                             |
| GamePro               | [ 36 ]                                                                             |
| GameRevolution        | A                                                                                  |
| GameSpot              | 9/10                                                                               |
| GamesRadar+           | 9/10                                                                               |
| GameTrailers          | 9,5/10                                                                             |
| IGN                   | 10/10                                                                              |
| Joystiq               | 4,5 из 5 звёзд · 4,5 из 5 звёзд · 4,5 из 5 звёзд · 4,5 из 5 звёзд · 4,5 из 5 звёзд |
| OPM                   | 10/10                                                                              |
| Play (UK)             | 90 %                                                                               |
| VideoGamer            | 9/10                                                                               |
| X-Play                | [ 44 ]                                                                             |
| A.V. Club             | C                                                                                  |
| Русскоязычные издания |                                                                                    |
| Издание               | Оценка                                                                             |
| Absolute Games        | 85/100                                                                             |
| PlayGround.ru         | 8,2/10                                                                             |
| «Игромания»           | 10/10                                                                              |

### Оценки и награды
На церемонии 2011 Spike Video Game Awards игра удостоилась двух наград — в номинациях «Лучшая графика» и «Лучшая игра для PS3».
Uncharted 3: Drake’s Deception получила максимальную оценку в 10 баллов из десяти в журнале «Игромания», который поместил её в список лучших игр 2011 года.

## Продолжение
Перед релизом третьей части игры, представитель Naughty Dog — Джастин Ричмонд в интервью с британским журналом Official PlayStation Magazine заявил что у игры будут продолжения. 14 ноября 2013 года была анонсирована новая часть игры.